# Waterworks Museum, Metropolitan
Waterworks Museum är ett museum i ett vattenverk i Chestnut Hill i Boston. Museet innehåller väl bevarade mekaniska apparater i en byggnad uppförd i nyromansk stil.
Under vattenverkets mest aktiva år pumpade det ut cirka 378 miljoner liter vatten per dag. Verket avvecklades under 1970-talet och en del av byggnaderna blev bostadsrätter. Vattenverket återställdes senare och år 2007 bildades Waterworks Preservation Trust för att övervaka byggnadens övergång till museum. Museet öppnade i mars 2011.